# Brignancourt
Brignancourt és un municipi francès, situat al departament de Val-d'Oise i a la regió de Illa de França. L'any 2007 tenia 210 habitants.
Forma part del cantó de Pontoise, del districte de Pontoise i de la Comunitat de comunes Vexin centre.

## Demografia

### Població
El 2007 la població de fet de Brignancourt era de 210 persones. Hi havia 84 famílies, de les quals 20 eren unipersonals (4 homes vivint sols i 16 dones vivint soles), 24 parelles sense fills, 28 parelles amb fills i 12 famílies monoparentals amb fills.
La població ha evolucionat segons el següent gràfic:
Habitants censats

### Habitatges
El 2007 hi havia 91 habitatges, 84 eren l'habitatge principal de la família, 6 eren segones residències i 1 estava desocupat. 74 eren cases i 16 eren apartaments. Dels 84 habitatges principals, 60 estaven ocupats pels seus propietaris, 23 estaven llogats i ocupats pels llogaters i 1 estava cedit a títol gratuït; 1 tenia una cambra, 13 en tenien dues, 9 en tenien tres, 13 en tenien quatre i 48 en tenien cinc o més. 66 habitatges disposaven pel capbaix d'una plaça de pàrquing. A 31 habitatges hi havia un automòbil i a 46 n'hi havia dos o més.

### Piràmide de població
La piràmide de població per edats i sexe el 2009 era:
| Homes | Edats   | Dones |
| ----- | ------- | ----- |
| 0     | 95 o +  | 0     |
| 0     | 90 a 94 | 0     |
| 1     | 85 a 89 | 2     |
| 0     | 80 a 84 | 1     |
| 3     | 75 a 79 | 1     |
| 4     | 70 a 74 | 3     |
| 2     | 65 a 69 | 2     |
| 4     | 60 a 64 | 5     |
| 7     | 55 a 59 | 4     |
| 12    | 50 a 54 | 13    |
| 14    | 45 a 49 | 8     |
| 7     | 40 a 44 | 13    |
| 6     | 35 a 39 | 7     |
| 4     | 30 a 34 | 5     |
| 8     | 25 a 29 | 3     |
| 7     | 20 a 24 | 6     |
| 9     | 15 a 19 | 10    |
| 8     | 10 a 14 | 7     |
| 9     | 5 a 9   | 3     |
| 2     | 0 a 4   | 5     |

## Economia
El 2007 la població en edat de treballar era de 147 persones, 110 eren actives i 37 eren inactives. De les 110 persones actives 106 estaven ocupades (53 homes i 53 dones) i 4 estaven aturades (3 homes i 1 dona). De les 37 persones inactives 16 estaven jubilades, 9 estaven estudiant i 12 estaven classificades com a «altres inactius».

### Ingressos
El 2009 a Brignancourt hi havia 77 unitats fiscals que integraven 206 persones, la mediana anual d'ingressos fiscals per persona era de 27.255,5 €.

### Activitats econòmiques
Dels 11 establiments que hi havia el 2007, 1 era d'una empresa de fabricació d'altres productes industrials, 2 d'empreses de construcció, 1 d'una empresa de comerç i reparació d'automòbils, 1 d'una empresa de transport, 1 d'una empresa financera, 1 d'una empresa immobiliària, 2 d'empreses de serveis, 1 d'una entitat de l'administració pública i 1 d'una empresa classificada com a «altres activitats de serveis».
Dels 3 establiments de servei als particulars que hi havia el 2009, 1 era un paleta, 1 lampisteria i 1 tintoreria.

## Equipaments sanitaris i escolars
El 2009 hi havia una escola elemental.

## Poblacions més properes
El següent diagrama mostra les poblacions més properes.